# Magnar Mikkelsen
Magnar Mikkelsen, född 5 april 1938 på Veidnes i Lebesby kommun, Finnmark fylke, är en norsk författare och journalist.
Mikkelsen debuterade 1965 med essän om turisme och 1966 med boken Ved siste fjell. Under perioden 1960–1971 var han journalist. Han var en av initiativtagarna till Nordnorsk Forfatterlag 1972. Lokalt representerade han Sosialistisk Venstreparti i kommunstyrelsen (1975). Han äger och driver Albatross Forlag som under perioden 1989–1991 utgav tidskriften Albatross. Senare samarbetade han med den samiska kompositören John Persen om operan Under kors og krone, men uppdragsgivaren Norges nationalopera uppförde den aldrig. Han mottog Språklig samlings litteraturpris 1997.
2003 debuterade han som manusförfattare till filmen Sjarken og Støa.